# 拉吉夫阿都拉迪夫
拉吉夫阿都拉迪夫（1985年7月23日—），全名為穆罕默德·拉吉夫·阿卜杜勒·拉迪夫，男子羽毛球運動員，馬來西亞媒體通常稱其為拉吉夫拉蒂夫。其兄長查基利和弟弟阿里夫也是羽毛球運動員。

## 簡歷
2007年，拉吉夫與邱俊傑因為在澳門羽毛球公開賽搭檔男子雙打表現突出，而入選2007年東南亞運動會參賽名單。
2008年6月，拉吉夫與陳煒搭檔參加新加坡羽毛球超級賽。他們於八強賽時遭遇第6種子、中國的郭振东 / 谢中博，並在先負一局的情況下以2比1（17-21、21-11、21-19）逆轉戰勝對手晉級。最終兩人在準決賽以直落二（21-16、21-16）敗於隊友顏德財 / 凌文輝，止步四強。

## 主要比賽成績
只列出曾進入準決賽的國際賽事成績：
| 年份   | 賽事                     | 公開賽級別 | 項目     | 拍檔                     | 成績   |
| ------ | ------------------------ | ---------- | -------- | ------------------------ | ------ |
| 2005年 | 馬來西亞羽毛球國際賽     | 不適用     | 男子雙打 | 邱仲杰                   | 準決賽 |
| 2007年 | 馬來西亞羽毛球國際挑戰賽 | 國際挑戰賽 | 男子雙打 | 邱仲杰                   | 亞軍   |
| 2007年 | 馬來西亞羽毛球國際挑戰賽 | 國際挑戰賽 | 混合雙打 | 張淑晶                   | 準決賽 |
| 2008年 | 新加坡羽毛球超級賽       | 超級賽     | 男子雙打 | 陳煒                     | 準決賽 |
| 2008年 | 中華台北羽球公開賽       | 黃金大獎賽 | 男子雙打 | 陳煒                     | 準決賽 |
| 2010年 | 馬來西亞羽毛球國際挑戰賽 | 國際挑戰賽 | 混合雙打 | 阿米莉亞·艾麗西婭·安瑟利 | 亞軍   |
| 2011年 | 伊朗羽毛球國際挑戰賽     | 國際挑戰賽 | 男子雙打 | Mohd Razif Abdul Rahman  | 冠軍   |
| 2011年 | 新加坡羽毛球國際系列賽   | 國際系列賽 | 混合雙打 | 阿米莉亞·艾麗西婭·安瑟利 | 亞軍   |
| 2014年 | 雪梨羽毛球國際賽         | 國際挑戰賽 | 男子雙打 | 查基利阿都拉迪夫         | 準決賽 |
| 2017年 | 馬來西亞羽毛球國際系列賽 | 國際系列賽 | 男子雙打 | Bagus Harya              | 準決賽 |

| 2007-2017年 | 首要超級賽 | 超級賽 | 黃金大獎賽 | 大獎賽 | 國際挑戰賽 | 國際系列賽 | 未來系列賽 | 其他 |

| 2018-2026年 | 總決賽 | 超級1000賽 | 超級750賽 | 超級500賽 | 超級300賽 | 超級100賽 | 國際挑戰賽 | 國際系列賽 | 未來系列賽 | 其他 |

### 奧運會和世錦賽參賽紀錄
|          | 搭檔   | 2009 |
| -------- | ------ | ---- |
| 混合雙打 | 溫可微 | 48強 |